# Лабунцов, Владимир Александрович
Владимир Александрович Лабунцов  (11 июля 1927 года — 15 июля 1997 года) — специалист в области электротехники, доктор технических наук, профессор, заведующий кафедрой промышленной электроники МЭИ (1974—1992), действительный член Академии электротехнических наук РФ, главный редактором журнала «Электричество» (1989—1996).

## Биография
Владимир Александрович Лабунцов родился 11 июля 1927 года. В 1950 году окончил Московский энергетический институт и поступил в аспирантуру. После трёх лет учёбы в аспирантуре МЭИ защитил кандидатскую диссертацию по теме: «Ионный преобразователь частоты для питания асинхронных двигателей». В диссертации были изучено явление самовозбуждения в системе «автономный инвертор — асинхронный двигатель», которое автор объяснил переходом двигателя в режим самовозбуждения при наличия в схеме питающего инвертора коммутирующих конденсаторов. Автор выдал рекомендации по устранению самовозбуждения.
В 1953 году Владимир Александрович стал заниматься педагогической деятельностью на кафедре промышленной электроники Московского энергетического института. В 1957 году получил звание доцента.
Область научных интересов: работа преобразователей частоты, автономных инверторов, систем управления инверторами. В начале 60-х годов были созданы полупроводниковые тиристоры, и Владимир Александрович, изучивший их характеристики, стал специалистом по тиристорным преобразователям.
В 1973 году Владимир Александрович защитил докторскую диссертацию на тему: «Анализ и синтез тиристорных автономных инверторов напряжения». Получил ученую степень доктора технических наук и звание профессора. В 1961 году был избран заместителем заведующего кафедрой промышленной электроники МЭИ. С 1974 года работал в должности заведующего кафедрой, заменив на этом посту лауреата Ленинской премии, профессора И. Л. Каганова, стал также председателем Научно-методического совета по промышленной электронике Минвуза СССР.
В 1979 году Владимир Александрович занял должность заведующего лабораторией преобразовательной техники Института высоких температур АН СССР, располагавшегося по соседству с МЭИ, стал руководителем работ по разработке инверторов для преобразования постоянного тока МГД генераторов, в переменный ток, который затем подавался в промышленную сеть
Одновременно с работой в Институте высоких температур АН СССР (ИВТАН), В. А. Лабунцов продолжал до 1992 года руководить кафедрой промышленной электроники МЭИ, выступал на международных научных конференциях, являлся автором научных работа и изобретений.
Владимир Александрович Лабунцов подготовил в МЭИ около 30 кандидатов технических наук. В разное время он был членом редакционных советов Энергоатомиздата, состоял в редакции издательства «Высшая школа», был членом рабочих групп ряда комитетов и подкомитетов Международной электротехнической комиссии, членом специализированных советов по присуждению ученых степеней, председателем московской секции преобразовательной техники НТО, был главным редактором журнала «Электричество» (1989—1996) и др.
Владимир Александрович работал также в Академии электротехнических наук РФ, состоял в президиуме Академии.